# الشركة العربية لخدمات الإنترنت والاتصالات
الشركة العربية لخدمات الإنترنت والاتصالات أو إس تي سي حلول (بالإنجليزية:  solutions by stc)‏ سابقًا كانت تُعرف باسم أول نت هي شركة سعودية تابعة ومملوكة بنسبة 100% لمجموعة إس تي سي، وتعمل في مجال تقديم خدمات تكنلوجيا المعلومات والاتصالات الأساسية، وخدمات إدارة تكنولوجيا المعلومات، والخدمات الرقمية. الشركة تأسست عام 2002، وإستحوذت «إس تي سي» في ديسمبر 2007 على كامل الحصص في رأسمالها والبالغ حينها 100 مليون ريال سعودي. في أكتوبر 2020 ذكرت رويترز أن تقييم الشركة قد يصل إلى 9 مليارات ريال سعودي، وأن حجم الطرح قد يبلغ 1.87 مليار ريال سعودي إذا طرحت الشركة 20 % من رأسمالها (البالغ 120 مليون سهم).

## تاريخ الشركة
تأسست الشركة بتاريخ 08-11-1423هـ (الموافق 11-01-2003م) كشركة ذات مسؤولية محدودة برأس مال قدره عشرة ملايين (10,000,000 ريال سعودي) مدفوع بالكامل، مقسم إلى عشرة آلاف (10,000 (حصة نقدية متساوية القيمة بقيمة اسمية مدفوعة بالكامل قدرها ألف (1,000 ريال سعودي) للحصة الواحدة، وتم قيدها في السجل التجاري لمدينة الرياض بالرقم 1010183482 وتاريخ 08-11-1423هـ (الموافق 11-01-2003م). تم زيادة رأس مال الشركة عدة مرات منذ تأسيسها، حيث تمت أول زيادة لرأس مال الشركة بموجب قرار الشركاء بتعديل عقد تأسيس الشركة بتاريخ 14-04-1423هـ (الموافق 19-03-2011م) وذلك من عشرة ملايين (10,000,000 ريال سعودي) إلى مائة مليون (100,000,000 (ّ ريال سعودي، مقسم إلى عشرة ملايين (10,000,000 (حصة نقدية متساوية القيمة بقيمة اسمية قدرها عشرة (10 ريالات سعودية) للحصة الواحدة، وتم استيفاء الزيادة البالغ قدرها تسعين مليون (90,000,000 (ريال سعودي عن طريق الحساب الجاري للشركاء. وبموجب قرار الشركاء بتعديل عقد تأسيس الشركة بتاريخ 01-04-1442هـ (الموافق 16-11-2020م)، تم زيادة رأس مال الشركة من مائة مليون (100,000,000 (ريال سعودي إلى مليار ومائتين مليون (1,200,000,000 ريال سعودي)، مقسم إلى مائة وعشرين مليون (120,000,000 (حصة نقدية متساوية القيمة بقيمة اسمية قدرها عشرة (10 ريالات سعودية) للحصة الواحدة، وتم استيفاء الزيادة البالغ قدرها مليار ومائة مليون (1,100,000,000 (ريال سعودي عن طريق رسملة الأرباح المبقاة. وبتاريخ 16-05-1442هـ (الموافق 31-12-2020م)، تحولت الشركة من شركة ذات مسؤولية محدودة إلى شركة مساهمة مقفلة برأس مال قدره مليار ومائتين مليون ً بقيمة ً عاديا (1,200,000,000 (ريال سعودي) مدفوع بالكامل مقسم إلى مائة وعشرين مليون (120,000,000 سهما اسمية) مدفوعة بالكامل قدرها عشرة (10 ريالات سعودية) للسهم الواحد، بموجب قرار وزارة التجارة رقم 144 وتاريخ 08-05-1442هـ (الموافق 23-12-2020م).

## الطرح للاكتتاب
في 28 يونيو 2021، صدرت موافقة هيئة السوق المالية على طلب الشركة العربية لخدمات الإنترنت والاتصالات (اس تي سي حلول)، طرح 24,000,000 سهماً للاكتتاب العام تمثل (20%) من أسهم اس تي سي حلول، وتسجيل الشركة وإدراجها إلى سوق الأوراق المالية السعودي (تداول).

## صفقات واستثمارات
في يناير 2024 أعلنت الشركة العربية لخدمات الإنترنت والاتصالات "سلوشنز" عن توقيعها اتفاقية مشاركة في الدخل مع شركة ريمات الرياض للتنمية لإنشاء وإدارة وتشغيل وصيانة المواقف العامة الذكية للسيارات في مدينة الرياض، وصرحت "سلوشنز" إن العقد ينص على إنشاء وإدارة وتشغيل وصيانة مواقف السيارات من خلال تسخير أحدث التقنيات والمنصات الرقمية، وذلك ضمن المرحلة الأولى لمشروع المواقف العامة الذكية بمدينة الرياض والتي تغطي 12 منطقة.

## وصلات خارجية
- الموقع الرسمي